# 智慧巴士
智慧巴士(Smart Bus System)的概念源自智慧的地球理念，由智慧城市和智慧交通演绎而来，并具有一脉相承的智慧运转三维度：
1. 透彻的感知(利用可随时随地感知、测量、捕获和传递信息的设备、系统或流程)，
2. 全面的互联互通(通过通信网络工具，将各种数据及信息连接起来进行交互和共享)
3. 深入的智能化(深入分析采集到的数据和信息，并获取更加新颖和系统的洞察来解决特定问题)。

理论上讲，智慧巴士系统是以公共巴士和车站设施为基础，通过数据通信和卫星定位等技术而分享信息的一种后台应用系统，它可为巴士运营商提供有效的车辆及驾驶员管理、为乘客提供实时的车辆运行信息，以及为政府管理机构提供车辆安全的监管信息。
具体来讲，智慧巴士系统由公共巴士、巴士车站和设施、后台应用三个IP网络组成，其基本功能包括：（1）车辆技术管理模块，用以故障诊断、油耗、行程、指示无效或危险的操作，并连接驾驶员管理模块和后台应用系统；（2）驾驶员管理模块，用以管理驾驶行为、数字行车记录，并连接车辆技术管理模块和后台应用系统；（3）运营调度模块，用以实现车辆跟踪、机械诊断、远程车辆禁用系统、停放管理、防盗管理，并连接车辆技术管理模块，属于后台应用系统的一部分；（4）乘客实时信息模块，用以实现电子车票、到站显示、智能站牌、路线监管、运行状况监管以及特殊状态处理，并连接车辆技术管理模块和车站通信模块，通过无线网络在车辆、车站和后台应用系统之间传输信息；（5）公共巴士监管模块，用以实现系统的社会管理功能，包括城市公共交通行业管理、公安道路交通安全管理、环保排放标准管理、燃料消耗量标准管理。